# فاليري كابرز
فاليري كابرز (بالإنجليزية: Valerie Capers) هي عازفة الجاز وعازفة بيانو وملحنة أمريكية، ولدت في 24 مايو 1935.

## وصلات خارجية
- فاليري كابرز على موقع ميوزك برينز (الإنجليزية)
- فاليري كابرز على موقع أول ميوزيك (الإنجليزية)
- فاليري كابرز على موقع ديسكوغز (الإنجليزية)